# Whipsnade trækatedral
Whipsnade trækatredral (Whipsnade Tree Cathedral) er en ornamental have på omkring 38.000 m² ved Whipsnade, i nærheden af Dunstable i Bedfordshire. Haven er anlagt omtrent i form af en katedral, med græsarealer fungerende som skib, tværskib, kapeller og klostergange. "Væggene" består af forskellige typer af træer.
Haven blev plantet af E.K. Blyth, idet han selv beskrev som en handling udført for "tro, håb og forsoning", som en reaktion på hans egne minder fra 1. verdenskrig. Som kadet på Sandhurst i 1916 mistede han sine to nærmeste venner, Arthur Bailey og John Bennett, i løbet af 18 måneder. I 1930 besøgte han Liverpoolkatedralen, som da var under konstruktion. På vejen hjem gennem Cotswolds så han en træklynge i en bakkeside, og tænkte at dette var da kønnere end den store katedral, og fik idéen om at lave en katedralhave. Han startede i 1932, og udførte arbejdet i etaper. Under 2. verdenskrig groede haven til i ukrudt, men efter krigens slutning fortsatte udbygningen.
I 1953 begyndte man at holde gudstjenester i haveanlægget, og det har man fortsat med siden. Flere forskellige kirkesamfund har brugt anlægget. 
Haveanlægget blev givet til National Trust i 1960. Ved siden af National Trusts aktivitet for at holde haven ved lige og at sørge for at besøgende får den at se, er det et uafhængig fond, Whipsnade Tree Cathedral Fund, som tager hånd om den religiøse brug af stedet. 